# Scottish Borders
Scottish Borders är en av Skottlands kommuner. Kommunen gränsar till Dumfries and Galloway, South Lanarkshire, East Lothian och Midlothian i Skottland samt Northumberland i England. Centralort är Newtown St Boswells.
Kommunen täcker de traditionella grevskapen Berwickshire, Peeblesshire, Roxburghshire och Selkirkshire samt delar av Midlothian. Scottish Borders upprättades som region 1975 under namnet Borders, och var då delat i fyra distrikt. Namnbytet och ombildningen till kommun skedde 1996.

## Orter
- Abbey St. Bathans
- Ashkirk
- Broughton
- Cockburnspath
- Coldingham
- Coldstream
- Denholm
- Dryburgh
- Duns
- Eddleston
- Ettrick
- Ettrick Bridge
- Eyemouth
- Galashiels
- Hawick
- Innerleithen
- Jedburgh
- Kelso
- Kirk Yetholm
- Lauder
- Melrose
- Newcastleton
- Newtown St Boswells
- Peebles
- Roxburgh
- Selkirk
- St. Abbs
- Stow
- Teviothead
- Traquair
- Walkerburn
- West Linton